# Rodrigo Contreras (ciclista)
Rodrigo Contreras Pinzón (Villapinzón, 2 giugno 1994) è un ciclista su strada colombiano che corre per il team Nu Colombia.

## Palmarès

### Strada
- 2013 (Colombia-Coldeportes, una vittoria)

3ª tappa Vuelta a Bolivia (Corani > Cochabamba)
- 2014 (Coldeportes-Claro, una vittoria)

Campionati panamericani, Prova a cronometro Under-23
- 2018 (EPM, una vittoria)

Giochi sudamericani, Cronometro Elite
Giochi dell'America centrale e Caraibi, Prova a cronometro
- 2019 (Astana, una vittoria)

8ª tappa Tour du Rwanda (Kigali > Kigali)
- 2022 (EPM - Scott, due vittorie)

Campionati panamericani su strada, Prova a cronometro
10ª tappa Vuelta a Colombia (Paipa > Tunja, cronometro)
- 2023 (Colombia Pacto por el Deporte - GW Shimano, due vittorie)

9ª tappa Vuelta a Colombia (La Ceja > La Ceja, cronometro)
Classifica generale Vuelta a Colombia
- 2024 (Nu Colombia, una vittoria)

Classifica generale Tour Colombia
3ª tappa Vuelta Bantrab (Momostenango > San Pedro Sacatepéquez)
Prologo Vuelta a Colombia (Macanal > Macanal, cronometro)
9ª tappa Vuelta a Colombia (Envigado > Alto de Las Palmas, cronometro)
Classifica generale Vuelta a Colombia
- 2025 (Nu Colombia, due vittorie)

3ª tappa Vuelta a Colombia (Curisi > Toquilla, cronometro)
Classifica generale Vuelta a Colombia

#### Altri successi
- 2015 (Etixx-Quick Step)

Classifica giovani Tour de San Luis
1ª tappa Giro della Repubblica Ceca (Uničov > Uničov, cronosquadre)
- 2016 (Etixx-Quick Step)

1ª tappa Tour de San Luis (El Durazno > El Durazno, cronosquadre)
- 2023 (Colombia Pacto por el Deporte-GW Shimano)

1ª tappa Vuelta a Cundinamarca (Fusagasuga > Pasca, cronometro)
3ª tappa Clasica el Carmen de Viboral (Colegio Sana Maria > Vereda la Chapa, cronometro)
Classifica generale Clasica el Carmen de Viboral
3ª tappa Vuelta a Boyacá (Sogamoso > Alto del Crucero, cronometro)
Classifica generale Vuelta a Boyacá
6ª tappa Clásico RCN (Cartago > Versalles)
Juegos Deportivos Nacionales, Prova in linea
- 2024 (Nu Colombia)

3ª tappa Vuelta al Tolima (Ibague > Libano)
4ª tappa Vuelta al Tolima (Mariquita > Alto de Letras)
Classifica generale Vuelta al Tolima
1ª tappa Clásica Nacional Ciudad de Anapoima (Tocaima > Anapoima)
2ª tappa Clásica Nacional Ciudad de Anapoima (Anapoima > Alto de la Cabra)
Classifica generale Clásica Nacional Ciudad de Anapoima
Classifica a punti Vuelta a Colombia
3ª tappa Clásica Ciudad de Girardot (Narinño > Girardot)
2ª tappa Clasica Marinilla Ramon Emilio Arcil (El Peñol > Marinilla)

## Piazzamenti

### Grandi Giri
- Giro d'Italia

2020: 110º

### Classiche monumento
- Giro di Lombardia

2021: ritirato

### Competizioni mondiali
- Campionati del mondo

Innsbruck 2018 - Cronometro Elite: 37º
Innsbruck 2018 - In linea Elite: ritirato
Wollongong 2022 - Cronometro Elite: 31º
Wollongong 2022 - In linea Elite: ritirato

### Competizioni continentali
- Giochi sudamericani

Cochabamba 2018 - Cronometro Elite: vincitore
Cochabamba 2018 - In linea Elite: 5º
Asunción 2022 - Cronometro Elite: 2º
Asunción 2022 - In linea Elite: 31º
- Campionati panamericani di ciclismo su strada

Puebla 2014 - Cronometro Under-23: vincitore
Puebla 2014 - In linea Under-23: 4º
Santo Domingo 2017 - Cronometro Elite: 2º
San Juan 2018 - Cronometro Elite: 4º
San Juan 2018 - In linea Elite: 59º
San Juan 2022 - Cronometro Elite: vincitore
San Juan 2022 - In linea Elite: 44º
Panama City 2023 - In linea Elite: 71º